# やまねこ座6番星
やまねこ座6番星 (6 Lyncis, 6 Lyn) とは、太陽系からやまねこ座の方向に186光年離れた位置に存在するスペクトル型Kの準巨星。質量、半径、光度はそれぞれ太陽の1.7倍、5.2倍、15倍で、見かけの等級は5.88、絶対等級は2.10である。

## 惑星
2008年7月、佐藤文衛によってアンドロメダ座14番星やくじら座81番星とともに太陽系外惑星の存在が報告され、やまねこ座6番星bと名づけられた。この惑星は少なくとも2.4木星質量を持ち、主星の周囲を899日周期で公転している 。
| 名称 （恒星に近い順） | 質量    | 軌道長半径 （天文単位） | 公転周期 (日) | 軌道離心率    | 軌道傾斜角 | 半径 |
| --------------------- | ------- | ----------------------- | ------------- | ------------- | ---------- | ---- |
| b                     | >2.4 MJ | 2.2                     | 899 ± 19      | 0.134 ± 0.052 | —          | —    |